# Саут-Лебанон (Огайо)
Саут-Лебанон (англ. South Lebanon) — селище (англ. village) в США, в окрузі Воррен штату Огайо. Населення — 6384 особи (2020).

## Географія
Саут-Лебанон розташований за координатами 39°22′11″ пн. ш. 84°12′58″ зх. д. / 39.36972° пн. ш. 84.21611° зх. д. (39.369645, -84.216159).  За даними Бюро перепису населення США в 2010 році селище мало площу 6,94 км², з яких 6,85 км² — суходіл та 0,09 км² — водойми. В 2017 році площа становила 8,13 км², з яких 7,87 км² — суходіл та 0,26 км² — водойми.

## Демографія
Згідно з переписом 2010 року, у селищі мешкало 4115 осіб у 1533 домогосподарствах у складі 1118 родин. Густота населення становила 593 особи/км².  Було 1641 помешкання (236/км²).
Расовий склад населення:
| - 96,2 % — білих - 1,4 % — чорних або афроамериканців - 0,7 % — азіатів - 0,1 % — корінних американців |

До двох чи більше рас належало 1,1 %. Частка іспаномовних становила 2,3 % від усіх жителів.
За віковим діапазоном населення розподілялося таким чином: 28,9 % — особи молодші 18 років, 62,1 % — особи у віці 18—64 років, 9,0 % — особи у віці 65 років та старші. Медіана віку мешканця становила 35,3 року. На 100 осіб жіночої статі у селищі припадало 93,3 чоловіків;  на 100 жінок у віці від 18 років та старших — 91,1 чоловіків також старших 18 років.
Середній дохід на одне домашнє господарство  становив 84 620 доларів США (медіана — 52 270), а середній дохід на одну сім'ю — 101 843 долари (медіана — 85 057). Медіана доходів становила 67 885 доларів для чоловіків та 50 469 доларів для жінок. За межею бідності перебувало 7,5 % осіб, у тому числі 3,5 % дітей у віці до 18 років та 2,1 % осіб у віці 65 років та старших.
Цивільне працевлаштоване населення становило 2432 особи. Основні галузі зайнятості: освіта, охорона здоров'я та соціальна допомога — 17,8 %, виробництво — 14,9 %, роздрібна торгівля — 14,5 %.